# شينوبو إيتو
شينوبو إيتو (باليابانية: 伊藤 仁) (مواليد 7 مايو 1983)، هو لاعب كرة قدم ياباني سابق كان يلعب كلاعب وسط.

## وصلات خارجية
- شينوبو إيتو على موقع رابطة كرة القدم اليابانية للمحترفين (اليابانية)
- شينوبو إيتو على موقع عالم كرة القدم.نت (الإنجليزية)